# خزعة عبر الإحليل
خزعة عبر الإحليل  هي خزعة تُزال فيها عينة من أنسجة البروستاتا بهدفِ فحصها تحت المجهر، حيثُ يُدخل أنبوب رَفيع مُضيء عبرَ الإحليل (مجرى البول) حتى يَصل البروستاتا، ثُم تُقطع عينة صغيرة من الأنسجة بواسطة عروة القطع.